# L'Homme qui parlait trop
Pour plus de détails, voir Fiche technique et Distribution.
L'Homme qui parlait trop (The Man Who Talked Too Much) est un film américain réalisé par Vincent Sherman, sorti en 1940.

## Synopsis
Un avocat très brillant envoi sur la chaise électrique un homme qui se révèle être innocent. L'avocat décide de quitter le barreau.

## Fiche technique
- Titre original : The Man Who Talked Too Much
- Titre français : L'Homme qui parlait trop
- Réalisation : Vincent Sherman
- Scénario : Walter DeLeon et Earl Baldwin d'après la pièce The Mouthpiece de Frank J. Collins
- Maquillage : Perc Westmore
- Costumes : Howard Shoup
- Photographie : Sidney Hickox
- Montage : Thomas Pratt
- Musique : Heinz Roemheld
- Société de production : Warner Bros.
- Pays d'origine : États-Unis
- Format : Noir et blanc - 1,37:1
- Genre : drame
- Durée : 76 minutes
- Date de sortie : 1940

## Distribution
- George Brent : Stephen M. Forbes
- Virginia Bruce : Joan Reed
- Brenda Marshall : Celia Farrady
- Richard Barthelmess : J.B. Roscoe
- William Lundigan : John L. Forbes
- George Tobias : Slug 'Canvasback' McNutt
- John Litel : Procureur Dickson
- Henry Armetta : Tony Spirella
- Alan Baxter : Joe Garland
- David Bruce : Gerald Wilson
- Clarence Kolb : E.A. Smith
- Louis Jean Heydt : Barton
- Marc Lawrence : Lefty Kyler
- Edwin Stanley : Procureur Nelson
- John Ridgely : Brooks
- William Forrest : Procureur du district fédéral F.R. Greene
- Margaret Hayes : secrétaire du gouverneur
- Emmett Vogan (non crédité) : premier chapelain